# كيفن كيلي (ملاكم أسترالي)
كيفن كيلي (بالإنجليزية: Kevin Kelly)‏ (7 أغسطس 1969 في أستراليا -) هو ملاكم أسترالي، صنّف ضمن فئة الوزن المتوسط الخفيف ‏ ووزن الويلتر والوزن المتوسط.

## إحصائيات
خاض خلال مسيرته 39 نزالا، تعادل في 4 .

## روابط خارجية
- كيفن كيلي على موقع بوكس ريك (الإنجليزية) (registration required)